# 文小刚
文小刚（1961年11月26日—），華裔美国物理学家。他是麻省理工学院的物理学教授，自2011年起他是圆周理论物理研究所牛顿讲席教授。兼任清华大学高等研究中心“长江学者奖励计划”讲座教授。他是美国物理学会会士。他的专业知识是在强相关电子系统中的凝聚体物理学。

## 教育
1977年文小刚自陕西省西安市第四十八中学考入中国科学技术大学物理系，通过1981年度中美物理联合考试（CUSPEA）赴美攻读博士学位，名列当年CUSPEA考试第一名。1987年获得普林斯顿大学物理博士学位。
在普林斯顿大学，文小刚在理论物理学家爱德华·威滕指导下学习超弦理论。后来，他与理论物理学家约翰·施里弗，弗朗克·韦尔切克，徐一鴻在加利福尼亞大學聖塔芭芭拉分校理论物理研究所（1987-1989年）合作，将他的研究领域转变为凝聚体物理学。

## 工作
文小刚引入了拓扑序（1989年）和量子序（2002年）的概念来描述一类新的物质状态。这为凝聚态物理学开辟了新的研究方向。 他发现，拓扑序的状态包含非平凡的边界激励，并为边界状态开发了手性Luttinger理论（1990年）。
边界状态可以成为理想的导电通道，这可能导致拓扑相的器件应用。 他提出了最简单的拓扑序 - Z2拓扑序（1990年），这被证明是Toric code的拓扑序。 他还提出了一类特殊的拓扑序：非阿贝尔量子霍尔状态。它们包含具有非阿贝尔统计的出现粒子，其一般化了众所周知的波色和费米统计。非阿贝尔粒子可以允许我们执行容错量子计算。
他的系列工作开辟了拓扑物态(topological state)、对称保护物态(symmetry protected state)、长程量子纠缠(long range entanglement)等物理新领域。
他是一本高级量子多体理论着作的作者: Quantum Field Theory of Many-body Systems: From the Origin of Sound to an Origin of Light and Electrons (Oxford University Press, 2004). 量子信息与量子物质交叉的专著：Quantum Information Meets Quantum Matter.

## 荣誉
- A.P. Sloan Foundation fellow (1992年)
- Overseas Chinese Physics Association outstanding young researcher award (1994年)
- “长江学者奖励计划”讲座教授, 清华大学高等研究院 (2000—2004年)
- 美国物理学会会士 (2002年)
- Cecil and Ida Green Professor of Physics, 麻省理工学院 (2004—2011年)
- Distinguished Moore Scholar, 加利福尼亞理工學院 (2006年)
- Distinguished Research Chair, 圆周理论物理研究所  (2009年)
- 牛顿讲席教授，圆周理论物理研究所 (2011年9月宣布)
- 美国科学院院士 (2018年5月宣布)

## 参阅
- 拓扑序
- 量子序（英语：Quantum order）
- 弦网液体（英语：String-net liquid）